# Le Démon de la politique
Pour plus de détails, voir Fiche technique et Distribution.
Le Démon de la politique (The County Chairman) est un film américain de 1935 réalisé par John G. Blystone et mettant en vedette Will Rogers. Il est basé sur la pièce de 1903 du même nom.

## Synopsis
Un politicien originaire du Wyoming se retrouve face à un dilemmes moral qui pourra lui coûter la victoires aux prochaines élection...